# Weltmeisterschaften im Bogenschießen 1967
Die Weltmeisterschaften im Bogenschießen 1967 wurden vom 25. bis 28. Juli im niederländischen Amersfoort ausgetragen.

## Ergebnisse

### Recurvebogen
| Disziplin         | Gold                                                  | Silber                                                         | Bronze                                                 |
| ----------------- | ----------------------------------------------------- | -------------------------------------------------------------- | ------------------------------------------------------ |
| Männer Einzel     | Ray Rogers                                            | Hardy Ward                                                     | Ian Dixon                                              |
| Frauen Einzel     | Maria Mączyńska                                       | Zofia Piskorek                                                 | Irena Szydłowska                                       |
| Männer Mannschaft | Vereinigte Staaten Hardy Ward Alan Muller Ray Rogers  | Schweden Arne Ljungqvist Anders Billström Rolf Eklund          | Großbritannien Ian Dixon Roy Matthews Paul Taylor      |
| Frauen Mannschaft | Polen Maria Mączyńska Zofia Piskorek Irena Szydłowska | Vereinigte Staaten Nancy Myrick Maureen Bechdolt Victoria Cook | Schweden Sigrid Johansson Irma Danielsson Kerttu Klotz |

## Medaillenspiegel
| Platz  | Land               | Gold | Silber | Bronze | Gesamt |
| ------ | ------------------ | ---- | ------ | ------ | ------ |
| 1      | Polen              | 2    | 1      | 1      | 4      |
| 1      | Vereinigte Staaten | 2    | 1      | 1      | 4      |
| 3      | Großbritannien     | –    | 1      | 1      | 2      |
| 3      | Schweden           | –    | 1      | 1      | 2      |
| Gesamt | Gesamt             | 4    | 4      | 4      | 12     |